# 马剑文
马剑文（1933年—），男，上海人，中国药品检验学家，曾任中国人民解放军总后勤部卫生部药品仪器检验所所长，药典委员会委员。